# Rolf Schilli
Rolf Schilli (ur. 15 czerwca 1966) – niemiecki skoczek narciarski, reprezentujący barwy RFN. Najlepsze wyniki w Pucharze Świata osiągnął w sezonie 1988/1989, kiedy zajął 50. miejsce w klasyfikacji generalnej.

## Puchar Świata w skokach narciarskich

### Miejsca w klasyfikacji generalnej
- sezon 1983/1984: -
- sezon 1984/1985: -
- sezon 1985/1986: -
- sezon 1986/1987: 78
- sezon 1987/1988: -
- sezon 1988/1989: 50
- sezon 1989/1990: -